# Magyar U17-es labdarúgó-válogatott
A Magyar U17-es labdarúgó-válogatott Magyarország 17 éven aluli labdarúgó-válogatottja, melyet a Magyar Labdarúgó-szövetség irányít. Ezen korosztály legnagyobb sikerét az 1985-ös U16-os labdarúgó-világbajnokságon, valamint az 1993-as U16-os labdarúgó-Európa-bajnokságon érte el. A világbajnokságon a csoportjából nem sikerült továbbjutnia, az európai tornán a negyeddöntőben kényszerült búcsúzni.
2002 óta már az U17-es korosztály számára rendezik a tornát, a magyar csapat először 2006-ban jutott túl az elit kör selejtezőin. A 2019-es Európa-bajnokságon elsőként, veretlenül jutott tovább csoportjából a csapat, de ezt követően a negyeddöntőben vereséget szenvedett, így az 5. helyért mérkőzhetett.  A csapat megnyerte a találkozót, ezzel kivívta a korosztályos vb-részvételt. Ez a korosztály legjobb szereplése a kontinenstornán. Ezt követően 2022-ben nem jutott ki a korosztályos Eb-re, míg a 2023-as tornán rendező országként voltak jelen, de a csoportkörből nem jutottak tovább.

## Nemzetközi eredmények

### U17-es labdarúgó-Európa-bajnoki szereplés
A magyar csapat története a korosztályos Európa-bajnokságon (2002 előtt U16, azután U17):
| Év       | Helyszín      | Kör           | Helyezés      | M             | Gy            | D             | V             | Rg            | Kg            | Gk            | P             |
| -------- | ------------- | ------------- | ------------- | ------------- | ------------- | ------------- | ------------- | ------------- | ------------- | ------------- | ------------- |
| 1982     | Olaszország   | Nem jutott ki | Nem jutott ki | Nem jutott ki | Nem jutott ki | Nem jutott ki | Nem jutott ki | Nem jutott ki | Nem jutott ki | Nem jutott ki | Nem jutott ki |
| 1984     | NSZK          | Nem jutott ki | Nem jutott ki | Nem jutott ki | Nem jutott ki | Nem jutott ki | Nem jutott ki | Nem jutott ki | Nem jutott ki | Nem jutott ki | Nem jutott ki |
| 1985     | Magyarország  | Csoportkör    | –             | 4             | 0             | 2             | 2             | 2             | 3             | –1            | 2             |
| 1986     | Görögország   | Nem jutott ki | Nem jutott ki | Nem jutott ki | Nem jutott ki | Nem jutott ki | Nem jutott ki | Nem jutott ki | Nem jutott ki | Nem jutott ki | Nem jutott ki |
| 1987     | Franciaország | Nem jutott ki | Nem jutott ki | Nem jutott ki | Nem jutott ki | Nem jutott ki | Nem jutott ki | Nem jutott ki | Nem jutott ki | Nem jutott ki | Nem jutott ki |
| 1988     | Spanyolország | Csoportkör    | –             | 3             | 1             | 2             | 0             | 2             | 1             | +1            | 4             |
| 1989     | Dánia         | Nem jutott ki | Nem jutott ki | Nem jutott ki | Nem jutott ki | Nem jutott ki | Nem jutott ki | Nem jutott ki | Nem jutott ki | Nem jutott ki | Nem jutott ki |
| 1990     | NDK           | Csoportkör    | –             | 3             | 0             | 1             | 2             | 2             | 6             | –4            | 0             |
| 1991     | Svájc         | Nem jutott ki | Nem jutott ki | Nem jutott ki | Nem jutott ki | Nem jutott ki | Nem jutott ki | Nem jutott ki | Nem jutott ki | Nem jutott ki | Nem jutott ki |
| 1992     | Ciprus        | Csoportkör    | –             | 3             | 1             | 1             | 1             | 4             | 4             | 0             | 3             |
| 1993     | Törökország   | Negyeddöntő   | 7.            | 4             | 2             | 0             | 2             | 4             | 5             | –1            | 6             |
| 1994     | Írország      | Nem jutott ki | Nem jutott ki | Nem jutott ki | Nem jutott ki | Nem jutott ki | Nem jutott ki | Nem jutott ki | Nem jutott ki | Nem jutott ki | Nem jutott ki |
| 1995     | Belgium       | Nem jutott ki | Nem jutott ki | Nem jutott ki | Nem jutott ki | Nem jutott ki | Nem jutott ki | Nem jutott ki | Nem jutott ki | Nem jutott ki | Nem jutott ki |
| 1996     | Ausztria      | Nem jutott ki | Nem jutott ki | Nem jutott ki | Nem jutott ki | Nem jutott ki | Nem jutott ki | Nem jutott ki | Nem jutott ki | Nem jutott ki | Nem jutott ki |
| 1997     | Németország   | Csoportkör    | –             | 3             | 2             | 0             | 1             | 8             | 5             | +3            | 6             |
| 1998     | Skócia        | Nem jutott ki | Nem jutott ki | Nem jutott ki | Nem jutott ki | Nem jutott ki | Nem jutott ki | Nem jutott ki | Nem jutott ki | Nem jutott ki | Nem jutott ki |
| 1999     | Csehország    | Csoportkör    | –             | 3             | 0             | 1             | 2             | 3             | 5             | –2            | 0             |
| 2000     | Izrael        | Csoportkör    | –             | 3             | 1             | 0             | 2             | 4             | 7             | –3            | 3             |
| 2001     | Anglia        | Csoportkör    | –             | 3             | 1             | 0             | 2             | 5             | 6             | –1            | 3             |
| 2002     | Dánia         | Csoportkör    | –             | 3             | 0             | 0             | 3             | 4             | 11            | –7            | 0             |
| 2003     | Portugália    | Csoportkör    | –             | 3             | 0             | 0             | 3             | 0             | 5             | –5            | 0             |
| 2004     | Franciaország | Nem jutott ki | Nem jutott ki | Nem jutott ki | Nem jutott ki | Nem jutott ki | Nem jutott ki | Nem jutott ki | Nem jutott ki | Nem jutott ki | Nem jutott ki |
| 2005     | Olaszország   | Nem jutott ki | Nem jutott ki | Nem jutott ki | Nem jutott ki | Nem jutott ki | Nem jutott ki | Nem jutott ki | Nem jutott ki | Nem jutott ki | Nem jutott ki |
| 2006     | Luxemburg     | Csoportkör    | –             | 3             | 1             | 0             | 2             | 4             | 3             | +1            | 3             |
| 2007     | Belgium       | Nem jutott ki | Nem jutott ki | Nem jutott ki | Nem jutott ki | Nem jutott ki | Nem jutott ki | Nem jutott ki | Nem jutott ki | Nem jutott ki | Nem jutott ki |
| 2008     | Törökország   | Nem jutott ki | Nem jutott ki | Nem jutott ki | Nem jutott ki | Nem jutott ki | Nem jutott ki | Nem jutott ki | Nem jutott ki | Nem jutott ki | Nem jutott ki |
| 2009     | Németország   | Nem jutott ki | Nem jutott ki | Nem jutott ki | Nem jutott ki | Nem jutott ki | Nem jutott ki | Nem jutott ki | Nem jutott ki | Nem jutott ki | Nem jutott ki |
| 2010     | Liechtenstein | Nem jutott ki | Nem jutott ki | Nem jutott ki | Nem jutott ki | Nem jutott ki | Nem jutott ki | Nem jutott ki | Nem jutott ki | Nem jutott ki | Nem jutott ki |
| 2011     | Szerbia       | Nem jutott ki | Nem jutott ki | Nem jutott ki | Nem jutott ki | Nem jutott ki | Nem jutott ki | Nem jutott ki | Nem jutott ki | Nem jutott ki | Nem jutott ki |
| 2012     | Szlovénia     | Nem jutott ki | Nem jutott ki | Nem jutott ki | Nem jutott ki | Nem jutott ki | Nem jutott ki | Nem jutott ki | Nem jutott ki | Nem jutott ki | Nem jutott ki |
| 2013     | Szlovákia     | Nem jutott ki | Nem jutott ki | Nem jutott ki | Nem jutott ki | Nem jutott ki | Nem jutott ki | Nem jutott ki | Nem jutott ki | Nem jutott ki | Nem jutott ki |
| 2014     | Málta         | Nem jutott ki | Nem jutott ki | Nem jutott ki | Nem jutott ki | Nem jutott ki | Nem jutott ki | Nem jutott ki | Nem jutott ki | Nem jutott ki | Nem jutott ki |
| 2015     | Bulgária      | Nem jutott ki | Nem jutott ki | Nem jutott ki | Nem jutott ki | Nem jutott ki | Nem jutott ki | Nem jutott ki | Nem jutott ki | Nem jutott ki | Nem jutott ki |
| 2016     | Azerbajdzsán  | Nem jutott ki | Nem jutott ki | Nem jutott ki | Nem jutott ki | Nem jutott ki | Nem jutott ki | Nem jutott ki | Nem jutott ki | Nem jutott ki | Nem jutott ki |
| 2017     | Horvátország  | Negyeddöntő   | 6.            | 5             | 2             | 1             | 2             | 8             | 5             | +3            | 7             |
| 2018     | Anglia        | Nem jutott ki | Nem jutott ki | Nem jutott ki | Nem jutott ki | Nem jutott ki | Nem jutott ki | Nem jutott ki | Nem jutott ki | Nem jutott ki | Nem jutott ki |
| 2019     | Írország      | Negyeddöntő   | 5.            | 5             | 4             | 0             | 1             | 8             | 5             | +3            | 12            |
| 2022     | Izrael        | Nem jutott ki | Nem jutott ki | Nem jutott ki | Nem jutott ki | Nem jutott ki | Nem jutott ki | Nem jutott ki | Nem jutott ki | Nem jutott ki | Nem jutott ki |
| 2023     | Magyarország  | Csoportkör    | –             | 3             | 1             | 0             | 2             | 8             | 9             | –1            | 3             |
| 2024     | Ciprus        |               |               |               |               |               |               |               |               |               |               |
| Összesen |               | 15/32         |               | 51            | 16            | 8             | 27            | 66            | 80            | –14           | 49            |

### U17-es labdarúgó-világbajnoki szereplés
A magyar csapat története a korosztályos világbajnokságon:
| Év        | Helyszín      | Kör           | Helyezés      | M             | Gy            | D             | V             | Rg            | Kg            | Gk            | P             |               |
| --------- | ------------- | ------------- | ------------- | ------------- | ------------- | ------------- | ------------- | ------------- | ------------- | ------------- | ------------- | ------------- |
| 1985      | Kína          | Negyeddöntő   | 7.            | 4             | 2             | 1             | 1             | 5             | 3             | +2            | 5             |               |
| 1987–2017 | Nem jutott ki | Nem jutott ki | Nem jutott ki | Nem jutott ki | Nem jutott ki | Nem jutott ki | Nem jutott ki | Nem jutott ki | Nem jutott ki | Nem jutott ki | Nem jutott ki |               |
| 2019      | Brazília      | Csoportkör    | 18.           | 3             | 0             | 1             | 2             | 6             | 9             | –3            | 1             |               |
| 2023      | Indonézia     | Nem jutott ki | Nem jutott ki | Nem jutott ki | Nem jutott ki | Nem jutott ki | Nem jutott ki | Nem jutott ki | Nem jutott ki | Nem jutott ki | Nem jutott ki | Nem jutott ki |
| 2025      | Katar         |               |               |               |               |               |               |               |               |               |               |               |
| Összesen  |               | 2/18          |               | 7             | 2             | 2             | 3             | 11            | 12            | –1            | 6             |               |

## Mérkőzései
Az alábbiakban olvasható az U17-es válogatott 2024. február 14. óta lejátszott összes mérkőzése.
      Győzelem
      Döntetlen
      Vereség
Eredmények
| 2024. február 14. Felkészülési mérkőzés | Írország U17 | 0–2               | Magyarország U17      | San Pedro del Pinatar, Spanyolország |  |
| 15:00                                   |              | (0–1) Jegyzőkönyv | Kovács P. 16' Hős 85' | Stadion: Pinatar Arena               |  |

| 2024. február 16. Felkészülési mérkőzés | Svájc U17                        | 3–1               | Magyarország U17 | San Pedro del Pinatar, Spanyolország |  |
| 15:00                                   | Turhan 17' Cakolli 25' Parra 28' | (3–1) Jegyzőkönyv | Kancsíj 36'      | Stadion: Pinatar Arena               |  |

| 2024. március 20. Eb-selejtező | Magyarország U17 | 1–2               | Franciaország U17 | Burton upon Trent, Anglia                                                           |  |
| 21:00                          | Mondovics 90+1'  | (0–1) Jegyzőkönyv | Kouakou 18' 70'   | Stadion: St George's Park National Football Centre Játékvezető: Jacob Karlsen (dán) |  |

| 2024. március 23. Eb-selejtező | Anglia U17                                                   | 5–0               | Magyarország U17 | Burton upon Trent, Anglia                                                               |  |
| 16:00                          | Dipepa 9' Rigg 27' Nwaneri 56' McFarlane 67' Pál 80' (öngól) | (2–0) Jegyzőkönyv |                  | Stadion: St George's Park National Football Centre Játékvezető: Martin Matoša (szlovén) |  |

| 2024. március 26. Eb-selejtező | Észak-Írország U17                    | 3–1               | Magyarország U17 | Burton upon Trent, Anglia                                                              |  |
| 20:00                          | Brannigan 50' Corrigan 78' Graham 84' | (0–1) Jegyzőkönyv | Mondovics 23'    | Stadion: St George's Park National Football Centre Játékvezető: Danilo Nikolić (szerb) |  |

Soron következő mérkőzések

## Játékosok

### Játékoskeret
Az U17-es magyar válogatott 22 fős kerete a március 20-i Franciaország, a március 23-i Anglia és a március 26-i Észak-Írország elleni Eb-selejtező mérkőzésekre.
| No. | P. | Név               | Születési dátum (Kor)         | Vál. | Gól. | Jelenlegi klub   |
| --- | -- | ----------------- | ----------------------------- | ---- | ---- | ---------------- |
| 1   | K  | Kocsis Botond     | 2007. július 10. (17 éves)    | 0    | 0    | Győri ETO        |
| 22  | K  | Papp Lőrinc       | 2007. március 14. (18 éves)   | 0    | 0    | Budapest Honvéd  |
| 0   | K  | Bozó Mirkó        | 2007. június 16. (17 éves)    | 0    | 0    | Puskás Akadémia  |
|     |    |                   |                               |      |      |                  |
| 2   | V  | Csorba Dominik    | 2007. február 19. (18 éves)   | 0    | 0    | Győri ETO        |
| 3   | V  | Pál Barna         | 2007. február 11. (18 éves)   | 0    | 0    | Puskás Akadémia  |
| 4   | V  | Csorba Noel       | 2007. február 19. (18 éves)   | 0    | 0    | Torino           |
| 5   | V  | Vitályos Viktor   | 2007. július 18. (17 éves)    | 0    | 0    | Puskás Akadémia  |
| 15  | V  | Bolgár Botond     | 2007. augusztus 30. (17 éves) | 0    | 0    | Ferencváros      |
| 17  | V  | Lakatos Noel      | 2007. december 12. (17 éves)  | 0    | 0    | Ingolstadt 04    |
| 21  | V  | Szekér Botond     | 2007. május 15. (17 éves)     | 0    | 0    | AKA Burgenland   |
|     |    |                   |                               |      |      |                  |
| 6   | KP | Madarász Ádám     | 2007. február 16. (18 éves)   | 0    | 0    | Ferencváros      |
| 8   | KP | Kugyela Zalán     | 2007. július 20. (17 éves)    | 0    | 0    | Torino           |
| 18  | KP | Décsy Ádám        | 2007. április 22. (17 éves)   | 0    | 0    | Győri ETO        |
| 20  | KP | Hős Zsombor       | 2007. augusztus 13. (17 éves) | 0    | 0    | Vasas            |
| 23  | KP | Somogyi Ádám      | 2007. november 23. (17 éves)  | 0    | 0    | Puskás Akadémia  |
| 0   | KP | Németh Hunor      | 2007. március 16. (17 éves)   | 0    | 0    | København        |
|     |    |                   |                               |      |      |                  |
| 7   | CS | Mondovics Kevin   | 2007. március 14. (18 éves)   | 0    | 0    | Puskás Akadémia  |
| 9   | CS | Kovács Patrik     | 2007. augusztus 15. (17 éves) | 0    | 0    | Fehérvár FC      |
| 10  | CS | Barkóczi Barnabás | 2007. július 12. (17 éves)    | 0    | 0    | Vasas            |
| 11  | CS | Szép Márton       | 2007. július 26. (17 éves)    | 0    | 0    | Bayer Leverkusen |
| 16  | CS | Egri Imre         | 2007. augusztus 18. (17 éves) | 0    | 0    | Debreceni VSC    |
| 19  | CS | Kancsíj Artúr     | 2007. május 12. (17 éves)     | 0    | 0    | Kisvárda         |